# On oublie le reste
Az On oublie le reste (Elfelejtjük a pihenést) című dal a francia Jenifer énekesnő dala, melyben Kylie Minogue ausztrál énekesnő is közreműködik. A dal 2019. október 9-én jelent meg Jenifer 2018-as stúdióalbumának ötödik, és egyben utolsó kimásolt kislemezeként. A dal az énekesnő "Nouvelle Page" című albumának deluxe kiadásán szerepel. A dal Minogue 2001-es dalának, a Can’t Get You Out of My Head az interpolációja.

## Összetétel
Ez a dal egy módja annak, hogy Jenifer közvetítse azt az ünnepi hangulatot, amely a turnéján uralkodik. Az énekesnő egy dance stílusú dalt akart, és ehhez hívta segítségül Bob Sinclart. A dal elkészítésekor Jenifer Kylie Minogue "Can't Get You Out of My Head" című dalának egy részletét akarta felhasználni dalában. Csapata elküldte a demót Minogue-nak, hogy jóváhagyását, és véleményét kérje a dalról. Minogue lenyűgözőnek találta. Ekkor merült fel a duó ötlete.

## Promóció
A dal a "Nouvelle Page" című stúdióalbum újrakiadásának hírnöke, az album ötödik, és egyben utolsó kislemeze. Az "On oublie le reste" meglepetést okozott, mivel meglepte a rajongókat, és a nyilvánosságot Minogue jelenléte a dalban. A dal a 9. helyen debütált a Top Singles listán, és 8 hétig maradt helyezett. Jenifer először 2019. november 17-én adta elő a dal szóló változatát jubileumi koncertjén. Végül ezt a változatot választották megjelenésre, így ezt követte néhány nappal egy színes modern klip, melyet 2019. december 6-án mutattak be a nyilvánosságnak.

## Videoklip
A dalhoz tartozó videoklip 2019. december 6-án jelent meg, ahol Jenifer neonfények alatt szórakozik a videóban, a retro és futurizmus összetételével. A dalban Minogue Can’t Get You Out of My Head című dalában elhangzott "la la la" hangzása hallható. Minogue nem szerepel a videóban.

## Formátum és számlista
CD-R Promo /Maxi CD/ Digitális letöltés 
1. "On Oublie Le Reste (Single Version)" – 3:08

## Slágerlista
| Slágerlista (2019)                      | Legjobb helyezés |
| --------------------------------------- | ---------------- |
| French Digital Songs Sales Chart (SNEP) | 9                |